# Phonak (велокоманда)
Phonak (UCI Team Code: PHO) — швейцарская профессиональная шоссейная велокоманда, существовавшая в 2000 — 2006 годах. В сезонах 2005 и 2006 года выступала в соревнованиях UCI ProTour.

## История
В 2004 году из команды был уволен её капитан, американец Тайлер Хэмилтон, из-за того, что допинг-пробы, взятые у него во время Вуэльты Испании, показала следы гемотрансфузии. В этом же году в применении допинга были уличены гонщики команды Оскар Каменцинд и Сантьяго Перес.
В 2006 году у победителя Тур де Франс в составе Phonak Флойда Лэндиса в пробе мочи был обнаружен повышенный уровень тестостерона. Из-за многочисленных допинг-скандалов владелец велогруппы, одноимённый производитель слуховых аппаратов, был вынужден досрочно расторгнуть спонсорский контракт и расформировать команду.

## Победы
2005
UCI ProTour:
- Тур Романдии:
  - пролог — Оскар Перейро Сио
  - этап 5 и генеральная классификация — Сантьяго Ботеро
- Тур Каталонии: этап 1 — Phonak
- Дофине Либере: этапы 3 и 6 — Сантьяго Ботеро
- Тур де Франс: этап 16 — Оскар Перейро Сио

Континентальные туры:
- Доха Int. — Роберт Хантер
- Тур Средиземноморья: этап 5 — Роберт Хантер
- Неделя Каталонии:
  - этап 1 — Урош Мурн
  - этап 4 — Роберт Хантер
- Тур Джорджии:
  - этап 1 — Роберт Хантер
  - этап 3 — Флойд Лэндис
- Гран-при кантона Аргау — Александр Моос

Национальные чемпионаты:
- Швейцарии в групповой гонке — Мартин Элмигер

2006
UCI ProTour:
- Париж — Ницца: генеральная классификация — Флойд Лэндис
- Тур Швейцарии: этап 5 — Стив Морабито
- Тур де Франс: этап 17 и генеральная классификация  — Флойд Лэндис
- Тур Польши: этап 3 — Фабрицио Гуиди

Континентальные туры:
- Тур Калифорнии: этап 3 и генеральная классификация — Флойд Лэндис
- Тур Джорджии: этап 3 и генеральная классификация — Флойд Лэндис
- Классика Алькобендаса: этап 2 — Орельен Клэр
- Тур Австрии: этап 7 — Фабрицио Гуиди
- Тур Валлонии: этапы 2, 4 и генеральная классификация — Фабрицио Гуиди

Национальные чемпионаты:
- Швейцарии в групповой гонке — Грегори Раст